# Scaramouche (novela)
Scaramouche es una novela del escritor Rafael Sabatini (1875-1950), publicada en 1921. Está ambientada en la Francia revolucionaria del siglo XVIII.

## Argumento
Su protagonista es André-Louis Moreau, de la aldea de Gavrillac, un hombre de padres desconocidos que fue apadrinado por el Señor de Gavrillac, Quintin de Kercadiou, a quien las gentes del pueblo atribuyen su paternidad. Este joven, de gran inteligencia, desea vengar la muerte de su amigo Philippe de Vilmorin a manos del Señor de La Tour d'Azyr. Así, el joven André, pese a no compartir tales principios se dedica a avivar la llama de la revolución en el pueblo para obtener su venganza. Tras ir a Rennes en demanda de justicia por la muerte de su mejor amigo y ser oído por todo el mundo (e ignorado por el tribunal de justicia del lugar) no puede regresar y quedarse a vivir en su casa ya que el Señor de La Tour d'Azyr demanda venganza contra quien ha ofendido su honor al definirlo públicamente como asesino en reiteradas ocasiones. Su prima Aline le ayuda a huir... y ahí es donde comienza toda su aventura: se une a una compañía ambulante en la que comienza como aprendiz y en el que finalmente termina siendo el gran Scaramouche; tras formar un gran revuelo en su última actuación al encender los ánimos en contra de la nobleza y su estamento escapa y consigue convertirse en el ayudante de un profesor de esgrima que lo forma lentamente, heredando el oficio de éste tras su muerte; continua frecuentando los casinos literarios para mantenerse en contacto con los burgueses, que le informan de cómo se encuentra la revolución hasta que, finalmente se desata la Revolución Francesa con la toma de la Bastilla por el populacho. Cuando tal cosa sucede, André-Louis se preocupa enormemente por su familia (su padrino y su prima Aline), ya que teme por la vida de estos. Y aquí tendrá conocimiento de su verdadero origen, al que deberá hacer frente y tomar una dura decisión, totalmente contraria a sus intenciones iniciales.

## Adaptaciones cinematográficas
Esta novela fue llevada al cine por primera vez por Rex Ingram en 1923, en la cinta muda titulada  Scaramouche, con el actor Ramón Novarro. Luego llegó a la gran pantalla de manos de George Sidney, en Scaramouche, con el actor Stewart Granger.